# アギラ1世
アギラ1世 （ゴート語:Agila I、? - 555年3月）は、ヒスパニアおよびセプティマニアを治めた西ゴート王（在位：549年 - 555年）。他にアキラ（Achila, Akhila, Aquila）との綴りも見られる。アラリック1世とその子孫が属するバルト家の血筋だとされているが、具体的な系譜関係は不明である。
2年あまり統治したテウディギセルが暗殺されたあと、アギラが実権を握った。しかし、彼が王となったことに反対する者がまもなく現れた。最初はコルドバの町の反乱だった。セビリアのイシドールスは、この反乱がアギラのアリウス派信仰に反対する地元カトリック教徒によって起こされたことを示唆している。自分の著書においてイシドールスは、アギラが地元の聖人であるアシスクルスを祀った教会を、「敵の血や動物の血で聖なる墳墓を血まみれに」し、汚したことを記している。この争いの中、軍隊の大勢と、王室の宝物とともにあった、アギラの息子の死が誘発された。
歴史家ピーター・ヘザーは、アギラに反旗を翻したいくつかの集団の一覧をあげている。地方豪族アスピディウスは一つの山間地域での覇権を確立した。カンタブリアの地主たちは自治を行う元老院を確立した。年代記作家ビクラレンシスのヨハンネスによれば、それはサッピ（Sappi）とスアニ（Suani）と呼ばれたと伝えている。
最も重要な反アギラ派の人物はアタナギルドであった。彼は、アギラがコルドバに敗れた551年より反乱を起こした。セビリアでアギラ軍とアタナギルド軍は衝突し、アギラは2度目の敗北を喫した 。この時点で、第三の勢力がアギラとアタナギルドの間に割って入った。東ローマ帝国である。ピーター・ヘザーが記したように、「二者のどちらかが東ローマをヒスパニアに呼び寄せた。東ローマ軍は552年にヒスパニア南部に到着した。」ヘザーはセビリアのイシドールスの文書を理解した上で、「アタナギルドが東ローマを呼び寄せた」と主張する。一方で6世紀ローマ帝国の官僚・ヨルダネスはその著作ゲティカにおいて、「アギラが彼らに援助を求めた」と記している。
この三者による紛争の最中、アギラは殺害された。セビリアのイシドールスによれば、アギラの引き起こした戦争を破壊した上、権力を保持したい部下に殺害されたという。しかし彼らは、援助を口実に東ローマがヒスパニアを侵略することを恐れていた。アタナギルドがその後王位についた。